# حد سرمایش دوپلر
دمای دوپلر یا حد سرمایش دوپلر کمترین دمای قابل دستیابی با روش سرمایش دوپلر، یکی از روش‌های سرمایش لیزری است.
هنگامی که یک فوتون که در خلاف جهت اتم حرکت می‌کند توسط اتم جذب می‌شود، سرعت اتم به دلیل قوانین پایستگی تکانه کاهش می‌یابد. همچنین، وقتی یک فوتون از این اتم برانگیخته گسیل می‌شود، تکانهٔ اتم افزایش می‌یابد. اما چون جهت گسیل فوتون‌ها تصادفی است، از این افزایش تکانه میانگین آن‌ها اهمیت می‌یابد. در نتیجه میانگین زمانی این افزایش تکانه ناچیز خواهد بود. به دلیل اینکه عرض خط گذارهای استفاده شده برای سرمایش دوپلر، {\displaystyle \gamma }، زیاد است، این پدیده دمای کمینه قابل دستیابی به وسیلهٔ سرمایش دوپلر را تعیین می‌کند:
{\displaystyle T_{Doppler}=h\gamma /2k_{B}}
که در آن {\displaystyle k_{B}} ثابت بولتزمان و {\displaystyle h} ثابت پلانک است.
دماهای بسیار پایین‌تر از دمای دوپلر به کمک روش‌های دیگری نظیر سرمایش سیزیف قابل دستیابی هستند.